# Tetanocera alireticulata
Espèce
Tetanocera alireticulata est une espèce fossile d'insectes diptères de la famille des Sciomyzidae.

## Classification
L'espèce Tetanocera alireticulata est décrite en 1937 par le paléontologue français Nicolas Théobald (1903-1981) dans sa thèse. 

### Fossiles
L'holotype Am25 ou MNHN.F.B24456, de l'ère Cénozoïque, et de l'époque Chattien ou Oligocène supérieur (28,4 à 23,03 Ma) fait partie des collections du Muséum national d'histoire naturelle de Paris et vient du gypse d'Aix-en-Provence,.

### Étymologie
L'épithète specifique latine alireticulata signifie « ailes réticulées ».

## Description

### Caractères
La diagnose de Nicolas Théobald en 1937, : 

« Insecte noir brunâtre, ailes dépassant l'abdomen. Tête noire ; deux gros yeux latéraux ; front saillant ; soies ocellaires très longues, deux soies orbitales ; antennes dressées, deuxième article élargi, aussi long que le troisième, chête plumeux. Thorax ovale. Pattes velues, cuisse et tibia II avec éperons allongés. Ailes larges, enfumées ; nervure costale avec cils serrés à la partie moyenne, quelques spinules ; microtriches sur C et dans les cellules. Ces microtriches couvrent toute la surface de l'aile et semblent régulièrement distribuées suivant des directions se coupant à angle droit. Nervation (voir dessin). Abdomen brunâtre, pyriforme, l'appareil copulateur fait saillie. ».

### Dimensions
La longueur totale est de 8,5 mm ; la tête a une longueur de 1 mm ; le thorax a une longueur de 3 mm ; l'abdomen a une longueur de 5,5 mm ; l'aile a une longueur de 7,5 mm et une largeur de 2,6 mm.

### Affinités
« Présente bien les caractères de g. Tetanocera. Förster cite de Brunnstatt deux espèces de Tetanocera, mais les échantillons sont trop mal conservés pour pouvoir servir de termes de comparaison. ».

## Biologie
« Larves aquatiques, phytophages ou saprophages ; adultes vivant dans les prairies, bois et forêts humides. ».

## Galerie
- Quelques espèces vivantes du genre Tetanocera.
- Tetanocera phyllophora.
- Tetanocera ferruginea.
- Tetanocera ferruginea - aile.
- Tetanocera arrogans.
- Tetanocera robusta.

### Publication originale
- [1937] Nicolas Théobald, « Les insectes fossiles des terrains oligocènes de France 473 p., 17 fig., 7 cartes,13 tables, 29 planches hors texte », Bulletin Mensuel de la Société des Sciences de Nancy et Mémoires de la Société des sciences de Nancy, Imprimerie G. Thomas,‎ 1937, p. 1-473 (ISSN 1155-1119 et 2263-6439, OCLC 786027547). .